# Juta Hujska
Juta ili Iveta (Huy, 1158. – Huy, 1228.) bila je belgijska dobročiniteljica. Blaženica je Katoličke Crkve. Spomendan joj je 11. siječnja.

## Životopis
Rođena je 1158. godine u Belgiji. Udala se s 14 godina, ali joj je muž nakon 5 godina umro te je ostala mlada udovica s dvoje djece. Kako se nije željela više udavati posvetila se dobrotvornom radu. Jedno je vrijeme radila kao bolničarka u bolnici za gubave.

### Knjige
- Lach, Maksimilijan. 1939. Životi svetaca za svaki dan u siječnju. 1. Hrvatsko književno društvo sv. Jeronima u Zagrebu. Zagreb.
- Blazović, Augustin. 1966. Sveci u crikevnom ljetu. I. dio. Beč